# نيغويا
بلدية نيغويا (بالإسبانية: Nigüella) هي بلدية تقع في مقاطعة سرقسطة التابعة لمنطقة أراغون شمال شرق إسبانيا.

## الديموغرافيا
بلغ عدد سكان بلدية نيغويا 79 نسمة عام 2011 (وفقاً للمعهد الوطني الإسباني للإحصاء).
| 123 | 116 | 112 | 90 | 91 | 84 | 79 |